# Kvinnestads socken
Kvinnestads socken i Västergötland ingick i Gäsene härad, ingår sedan 1971 i Vårgårda kommun och motsvarar från 2016 Kvinnestads distrikt.
Socknens areal är 19,82 kvadratkilometer varav 19,17 land. År 2000 fanns här 135 invånare.  Sockenkyrkan Kvinnestads kyrka ligger i socknen.

## Administrativ historik
Socknen har medeltida ursprung. 
Vid kommunreformen 1862 övergick socknens ansvar för de kyrkliga frågorna till Kvinnestads församling och för de borgerliga frågorna bildades Kvinnestads landskommun.  Landskommunen uppgick 1952 i Vårgårda landskommun som 1971 ombildades till Vårgårda kommun. Församlingen uppgick 2006 i Asklanda församling.
1 januari 2016 inrättades distriktet Kvinnestad, med samma omfattning som församlingen hade 1999/2000.  
Socknen har tillhört län, fögderier, tingslag och domsagor enligt vad som beskrivs i artikeln Gäsene härad. De indelta soldaterna tillhörde Älvsborgs regemente, Gäseneds kompani.

## Geografi
Kvinnestads socken ligger sydväst om Herrljunga med Kvinnestadssjön i väster. Socknen är en kuperad skogsbygd med inslag av odlingsbygd på mark som tidigare var en del av Svältorna. Största insjö är Kvinnestadsjön som delas med Algutstorps socken.

## Byar och hemman
Kvinnestad socken består historiskt av följande byar och enstaka hemman. När en by har flera hemman anges också hemmansnumren.
- Baggebol, enstaka hemman.
- Grutlanda, ett hemman (1) och en tullkvarn (2).
- Hagaskog, enstaka hemman.
- Hjälmeryd, enstaka hemman.
- Kvinnestad, socknens kyrkby med tre hemman (1 Skattegården, 2 Stommen och 3 Smedsgården).
- Ramnaklev Västergården, enstaka hemman. Två gårdar i byn Ramnaklev ligger i Asklanda socken.
- Riddartorp, enstaka hemman.
- Skinte, enstaka hemman, hörde ursprungligen till Kvinnestads by.
- Stockabo, enstaka hemman.
- Tormundgärde, ett hemman (1) och en tullkvarn (2).
- Uddetorp, by med fyra hemman (1 Östergården, 2 Lillegården, 3 Krabbegården och 4 Västergården).
- Äne, by med fem hemman (1 Nordgården, 2 Nedregården, 4 Västra Backgården, 5 Östra Backgården och 6 Bosgården) samt två tullkvarnar (3 och 7).

## Fornlämningar
Boplatser och lösfynd från stenåldern är funna. Från bronsåldern finns spridda gravrösen och skålgropsförekomster. Från järnåldern finns tio gravfält.

## Befolkningsstatistik
Befolkningen ökade från 275 1810 till 516 1880 varefter den minskade till 130 1980 då den var som minst under 1900-talet. Därpå vände folkmängden blygsamt uppåt till 136 1990.

## Namnet
Namnet skrevs 1443 Quinnizstadha och kommer från kyrkbyn. Efterleden är sta(d), 'plats, ställe'. Förleden kan innehålla qvinde, 'kvinnfolk'.